# Мостаганем (област)
Мостаганем (на арабски: ولاية مستغانم) е област на Алжир. Населението ѝ е 737 118 жители (по данни от април 2008 г.), а площта 2269 кв. км. Намира се в часова зона UTC+01. Телефонният ѝ код е +213 (0) 45. Административен център е Мостаганем.